# 後元 (漢武帝)
后元（前88年－前87年）是汉武帝的第十一个年号，也是他的最后一个年号。汉朝使用后元这个年号一共两年。

## 年號爭議
关于后元年号，在《汉书》中，有写“后元元年”、“后元二年”，也有写“后元年”、“后二年”。对此学者解释不同。有说年号只有一个“后”字；有说年号为“征和后元”；也有说“后元”就是年号，史书省略，写作了“后元年”。还有一种说法认为汉武帝当时只称做元年，而年号还没有起好，二年汉武帝驾崩，后人用“后元二年”（意思是元年之后的第二年）来区别，在传抄过程中“后元年”多写了一个“元”字，而导致误传。
辛德勇認為，漢武帝創製年號時，尚未形成改元即確定年號名稱的慣例，往往改元數年後才確定年號名稱，前88年改元後，武帝直到去世都沒有確定年號名稱，“後”、“後元”均是史家為區別年號所加，非年號本名。
目前一般都用“后元”年号来表示这个时期。

## 纪年
| 后元 | 元年   | 二年   |
| ---- | ------ | ------ |
| 公元 | 前88年 | 前87年 |
| 干支 | 癸巳   | 甲午   |

## 大事记
- 後元二年二月十四日，漢武帝駕崩；二月十五日，漢昭帝即位。

## 逝世
- 後元元年，昌邑王劉髆。

## 参看
- 中国年号列表
- 帝王紀年

| 前一年號： 征和 | 中国年号 | 下一年號： 始元 |